# Фальсифікація харчових продуктів
 Фальсифікація харчових продуктів  —  підмішування  більш дешевих речовин у харчові продукти,  збільшення або заміна  дешевими продуктами основної маси продуктів.

## Фальсифікація харчових продуктів та напоїв
Приклади фальсифікації в минулому і сьогоденні:
- Використання коренів смаженого цикорію як домішки до кави;
- Продаж фальшивих яєць замість звичайних курячих в Китаї;
- Введення ін'єкцій води або розсолу в м'ясо для збільшення маси;
- Розбавлення водою молока і алкогольних напоїв;
- Заміна яблуками, желе, варення та джеми більш дорогих фруктів в желе (манго, маракуя, ананас та інші) ;
- Підмішування діетиленгліколя — небезпечної речовини в солодкі вина;
- Розширення вимірювання вмісту сирого протеїну за допомогою додавання сечовини, меланіну й інших небілкових азотних джерел в білкові продукти;
- Кукурудзяний сироп фруктози або тростинний цукор замість меду.